# كارينا يزيكافا
كارينا يزيكافا مواليد 7 أغسطس 1990 في غوميل، هي لاعبة كرة يد بيلاروسية تلعب كظهير أيمن. مثلت منتخب بيلاروسيا لكرة اليد للسيدات.

## الإنجازات
- كأس أوروبا لكرة اليد للسيدات:
  - نصف النهائي: 2014

## روابط خارجية
- كارينا يزيكافا على موقع الاتحاد الأوروبي لكرة اليد (الإنجليزية)